# San Francesco di Paola-Terrasanta
San Francesco di Paola-Terrasanta è la ventisettesima unità di primo livello di Palermo.
È situata nella zona centrale della città; fa parte dell'VIII Circoscrizione.